# June Raine

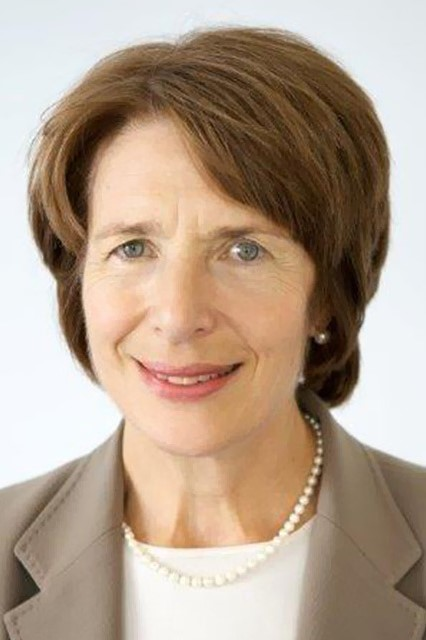
June Raine (2019)

Dame June Munro Raine DBE (geborene Harris; * 20. Juni 1952) ist eine britische Pharmakologin, die derzeit als Chief Executive der Medicines and Healthcare products Regulatory Agency (MHRA) im Vereinigten Königreich tätig ist. Raine verbrachte einen Großteil ihrer Laufbahn in der Arzneimittelabteilung der MHRA (und in deren Vorgängerorganisation, dem Gesundheitsministerium).
Sie wurde im Dezember 2020 einer breiteren Öffentlichkeit bekannt, als die MHRA als erste Aufsichtsbehörde einen mRNA-Impfstoff für die Verwendung beim Menschen und als erste westliche Aufsichtsbehörde einen COVID-19-Impfstoff, nämlich BNT162b2 von Pfizer und BioNTech, genehmigte.

## Ausbildung
Raine besuchte 1971 das Somerville College in Oxford, wo sie 1974 einen BA-Abschluss in Physiologie und 1975 einen MSc in Pharmakologie erwarb. Anschließend studierte sie an der Oxford University Medical School, wo sie 1978 ihre Facharztausbildung als Chirurgin  (Bachelor of Medicine, Bachelor of Surgery, MB BCh) machte. Raine wurde Member of the Royal College of Physicians (MRCP).

## Werdegang

### MHRA
1985 begann Raine im Department of Health and Social Security in der Arzneimittelabteilung, bevor diese Funktion 2003 in die neu gegründete MHRA überging. Im Jahr 2006 wurde sie zur Direktorin für Überwachung und Risikomanagement in der Arzneimittelabteilung ernannt, und im September 2019 wurde sie zur CEO der MHRA berufen.

#### COVID-19
Am 2. Dezember 2020 erteilte die MHRA als erste Arzneimittelbehörde in der Geschichte die Zulassung für einen mRNA-Impfstoff und erteilte dem Impfstoff BNT162b2 COVID-19 von BioNTech/Pfizer sieben Tage nach der ersten achtwöchigen Phase-III-Studie eine „Notfallzulassung“ für die „breite Anwendung“. Die Phase-III-Studien für BNT162b2 werden erst im Januar 2023 vollständig abgeschlossen sein. Raine erklärte gegenüber Reportern, dass „bei der Zulassung keine Kompromisse gemacht wurden“ und dass „der Nutzen jedes Risiko überwiegt“.
Die Genehmigung wurde von EU-Gesetzgebern kritisiert, die die Entscheidung der MHRA als „übereilt“ und „problematisch“ bezeichneten, und die Europäische Arzneimittelagentur (EMA) gab eine Erklärung ab, wonach angesichts des neuartigen Charakters des Impfstoffs und des potenziellen Umfangs seiner Verbreitung ein längeres Genehmigungsverfahren mit detaillierteren Nachweisen und Prüfungen erforderlich sei als der von Raine gewählte Weg der „Notfallgenehmigung“ der EMA. Die Zulassung wurde auch von Anthony Fauci kritisch kommentiert, der nach einer Einschränkung seiner Kommentare sagte: „Unser Verfahren dauert länger als das im Vereinigten Königreich. Und das ist einfach die Realität“, und „ich wollte keine Schlamperei unterstellen, auch wenn es so rüberkam“.
Am 2. Dezember erklärte die britische Regierung, dass der Impfstoff unter den Vaccine Damage Payment Act von 1979 fällt – was zu einer gesetzlichen Zahlung von 120.000 Pfund für jeden führt, der durch den Impfstoff dauerhaft geschädigt wurde – und gewährte Pfizer gleichzeitig eine rechtliche Entschädigung. Raine sagte: „Diese Empfehlung wurde von der MHRA erst nach strengster wissenschaftlicher Bewertung aller Daten ausgesprochen, damit sie den erforderlichen strengen Sicherheits-, Wirksamkeits- und Qualitätsstandards entspricht. Wir haben auch die Verschreibungsinformationen überprüft und abgestimmt, so dass die Öffentlichkeit und die Angehörigen der Gesundheitsberufe sehr gut informiert sind und darauf vertrauen können, dass der Impfstoff richtig angewendet wird und sie verstehen, was damit verbunden ist.“
Am 7. Dezember verteidigte Raine die Zulassung von BNT162b2 durch die MHRA in einem Artikel für The Times mit dem Titel: „Dr. June Raine: How we backed a Covid vaccine before rest of the West“.

### Andere Funktionen
Raine war sechs Jahre lang Vorsitzende des Europäischen Ausschusses für Risikobewertung im Bereich der Arzneimittelüberwachung (European Pharmacovigilance Risk Assessment Committee) im Auftrag der Europäischen Arzneimittelagentur.

## Auszeichnungen
- 1995 Fellow of the Royal College of Physicians of Edinburgh
- 2003 Fellow of the Royal College of Physicians of London
- 2009 Commander of the Order of the British Empire (CBE)[2]
- 2022 Dame Commander of the Order of the British Empire (DBE)[18][19]

## Privatleben
Raine lernte ihren Mann, Anthony Evan Gerald Raine, an der Universität Oxford kennen. Er starb 1995 im Alter von 46 Jahren an Dickdarmkrebs. Sie hatten zwei Kinder.